# Azovo
Azovo (en rus: Азово) és un poble de Baixkíria, a Rússia, que en el cens del 2010 tenia 461 habitants. Pertany al districte d'Arkhànguelskoie.